# Naelavere
Naelavere es una localidad situada en el municipio de Peipsiääre, en el condado de Tartu, Estonia. Tiene una población estimada, en 2021, de 37 habitantes.
Está ubicada al noreste del condado, cerca del río Emajõgi, de la orilla occidental del lago Peipus y de la frontera con el condado de Jõgeva.
Naelavere se encuentra en una zona horaria hora estándar de Europa oriental. UTC +2 Europe/Tallinn. 
Aeropuertos más cercanos: Tallinna lennujaam Estonia (TLL) a 160 km y Pulkovo Airport Rusia (LED) a  224 km.